# Eugenio Peralta Cabrera
Eugenio Else Peralta Cabrera (Asunción, 16 de diciembre de 1978) es un futbolista paraguayo. Juega de delantero y su actual equipo es el Inter Club d'Escaldes de la Primera División de Andorra de Andorra.

## Trayectoria
Nacido el 16 de diciembre de 1978 en Asunción del Paraguay, Cabrera ha militado en diversos equipos del fútbol de ascenso argentino entre los que destacan Tigre, All Boys, Defensores de Belgrano, entre otros. En el 2007 jugó por el Cienciano del Cuzco.
Eugenio Peralta tuvo la oportunidad de jugar en la Liga Deportiva Alajuelense de Costa Rica. Su contratación se vio frustrada debido al sismo que azotó a Costa Rica durante el mes de enero de 2009, suceso que lo hizo no viajar a dicho país.
El delantero llegó a probar suerte en el fútbol europeo y fichó por una temporada en el FC Lusitanos de Andorra. Tras no tener continuidad en el club de la colonia portuguesa del Principado, actualmente integra la plantilla del Inter Club d'Escaldes.

## Clubes
| Club                              | País      | Año         |
| --------------------------------- | --------- | ----------- |
| Deportivo Paraguayo               | Argentina | 1999 - 2000 |
| All Boys                          | Argentina | 2000 - 2001 |
| Sud América                       | Uruguay   | 2001 - 2002 |
| Argentino de Merlo                | Argentina | 2002 - 2003 |
| Tigre                             | Argentina | 2004 - 2005 |
| Defensores de Belgrano            | Argentina | 2005 - 2007 |
| Cienciano                         | Perú      | 2007        |
| Deportivo Pereira                 | Colombia  | 2008        |
| Deportivo Pasto                   | Colombia  | 2008        |
| Deportivo Laferrere               | Argentina | 2009        |
| Villa Dálmine                     | Argentina | 2009 - 2010 |
| San Miguel                        | Argentina | 2010 - 2011 |
| Sacachispas                       | Argentina | 2011 - 2013 |
| Defensores Unidos                 | Argentina | 2013 - 2014 |
| Club Luján                        | Argentina | 2015        |
| Club Atlético Ferrocarril Midland | Argentina | 2016        |
| FC Lusitanos                      | Andorra   | 2016 - 2017 |
| Inter Club d'Escaldes             | Andorra   | 2017 - 2018 |